# Abraham Cherono
Abraham Cherono (Keiyo, 21 luglio 1980) è un ex siepista keniota.

## Biografia
É il fratello maggiore di Saif Saaeed Shaheen.

## Palmarès
| Anno | Manifestazione          | Sede          | Evento         | Risultato | Prestazione | Note |
| ---- | ----------------------- | ------------- | -------------- | --------- | ----------- | ---- |
| 1997 | Africani juniores       | Ibadan        | 3000 m siepi   | Argento   | 8'44"28     |      |
| 1998 | Mondiali di cross       | Marrakech     | Corsa juniores | 11º       | 23'25"      |      |
| 1998 | Mondiali di cross       | Marrakech     | A squadre      | Argento   | 20 p.       |      |
| 1998 | Mondiali juniores       | Annecy        | 3000 m siepi   | Argento   | 8'32"24     |      |
| 2000 | Mondiali di cross       | Vilamoura     | Corsa seniores | 11º       | 36'00"      |      |
| 2000 | Mondiali di cross       | Vilamoura     | A squadre      | Oro       | 18 p.       |      |
| 2002 | Giochi del Commonwealth | Manchester    | 3000 m siepi   | Bronzo    | 8'19"85     |      |
| 2003 | Mondiali di cross       | Losanna       | Corsa juniores | 12º       | 37'17"      |      |
| 2003 | Mondiali di cross       | Losanna       | A squadre      | Oro       | 17 p.       |      |
| 2003 | Mondiali                | Parigi        | 3000 m siepi   | 5º        | 8'13"37     |      |
| 2005 | Mondiali di cross       | Saint-Galmier | Corsa juniores | 23º       | 37'15"      |      |
| 2005 | Mondiali di cross       | Saint-Galmier | A squadre      | Argento   | 35 p.       |      |
| 2006 | Africani                | Bambous       | 3000 m siepi   | 7º        | 8'51"38     |      |
| 2010 | Africani                | Nairobi       | 3000 m siepi   | 6º        | 8'35"92     |      |

## Campionati nazionali
1998
- 8º ai campionati kenioti, 3000 m siepi - 8'34"61
- Bronzo ai campionati kenioti juniores, 3000 m siepi - 8'39"7
- Argento ai campionati kenioti juniores di corsa campestre - 24'15"9

2000
- 7º ai campionati kenioti, 3000 m siepi - 8'37"2

2002
- Bronzo ai campionati kenioti, 3000 m siepi - 8'19"26

2003
- Argento ai campionati kenioti, 3000 m siepi - 8'29"0
- Bronzo ai campionati kenioti di corsa campestre - 36'10"

2004
- Oro ai campionati kenioti, 3000 m siepi - 8'24"1

2006
- Argento ai campionati kenioti, 3000 m siepi - 8'23"3
- 4º ai campionati kenioti di corsa campestre - 31'38"7

2008
- Bronzo ai campionati kenioti, 3000 m siepi - 8'29"21
- 17º ai campionati kenioti di corsa campestre - 39'35"7

2010
- Bronzo ai campionati kenioti, 3000 m siepi - 8'21"15

## Altre competizioni internazionali[1]
1999
- 11º al Weltklasse Zürich ( Zurigo), 3000 m siepi - 8'19"12

2000
- 6º al Meeting de Paris ( Parigi), 3000 m siepi - 8'16"27
- 10º al Weltklasse Zürich ( Zurigo), 3000 m siepi - 8'19"54
- 12º all'Herculis ( Monaco), 3000 m siepi - 8'27"85
- Bronzo al Cross di Alà dei Sardi ( Alà dei Sardi) - 30'44"5

2001
- Argento allo IAAF Grand Prix ( Atene), 3000 m siepi - 8'16"57
- 11º al Meeting de Paris ( Parigi), 3000 m siepi - 8'35"78

2002
- Oro ai Giochi mondiali militari ( Tivoli), 3000 m siepi - 8'27"17

2003
- 10º alla IAAF World Athletics Final ( Monaco), 3000 m siepi - 8'35"67
- 4º al Weltklasse Zürich ( Zurigo), 3000 m siepi - 8'13"14
- 6º all'Athletissima ( Losanna), 3000 m siepi - 8'24"32
- 13º al Memorial Van Damme ( Bruxelles), 3000 m piani - 8'31"73
- Bronzo ai Giochi mondiali militari ( Catania), 3000 m siepi - 8'45"36

2006
- 4º al Bauhaus-Galan ( Stoccolma), 3000 m siepi - 8'17"41
- 12º al Memorial Van Damme ( Bruxelles), 3000 m siepi - 8'27"85